# Cantone di Calais-3
Il Cantone di Calais-3 è una divisione amministrativa dell'Arrondissement di Calais.
È stato costituito a seguito della riforma approvata con decreto del 24 febbraio 2014, che ha avuto attuazione dopo le elezioni dipartimentali del 2015.

## Composizione
Comprende solo parte della città di Calais.